# Vânători (gmina w okręgu Marusza)
Vânători – gmina w Rumunii, w okręgu Marusza. Obejmuje miejscowości Archita, Feleag, Mureni, Șoard i Vânători. W 2011 roku liczyła 3901 mieszkańców.